# Плешаков (Гусевское сельское поселение)
Плешако́в — хутор в Каменском районе Ростовской области.
Входит в состав Гусевского сельского поселения.

## Население
| 2010 |
| ---- |
| 353  |

## Улицы
| - ул. Западная, - ул. Лиманная, - ул. Московская, - ул. Мостовая, | - ул. Новая, - ул. Российская, - ул. Тихая, - ул. Трудовая. |

## Известные уроженцы
- Севостьянов Григорий Николаевич — советский и российский историк, Академик АН СССР.